# Futbol'nyj Klub Lokomotiv Moskva 2015-2016
Questa voce raccoglie le informazioni riguardanti la Lokomotiv Moskva nelle competizioni ufficiali della stagione 2015-2016.

## Maglie e sponsor
|  | Casa |  | Trasferta |  | Terza maglia |

### Rosa

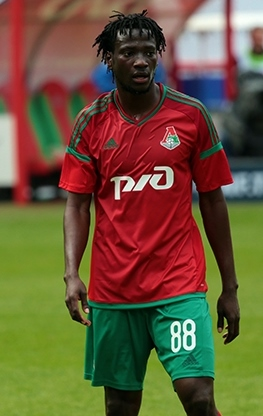
Delvin Ndinga, nuovo acquisto della Lokomotiv

| N. |                       | Ruolo | Calciatore           |
| -- | --------------------- | ----- | -------------------- |
| 1  | Russia (bandiera)     | P     | Guilherme            |
| 3  | Russia (bandiera)     | C     | Alan Kasaev          |
| 4  | Portogallo (bandiera) | C     | Manuel Fernandes     |
| 5  | Serbia (bandiera)     | D     | Nemanja Pejčinović   |
| 7  | Brasile (bandiera)    | A     | Maicon               |
| 8  | Russia (bandiera)     | C     | Aleksandr Šešukov    |
| 9  | Russia (bandiera)     | C     | Maksim Grigor'ev     |
| 14 | Croazia (bandiera)    | D     | Vedran Ćorluka       |
| 15 | Russia (bandiera)     | D     | Arsenij Logašov      |
| 17 | Ucraina (bandiera)    | D     | Taras Mychalyk       |
| 18 | Russia (bandiera)     | C     | Aleksandr Kolomejcev |
| 19 | Russia (bandiera)     | C     | Aleksandr Samedov    |

| N. |                         | Ruolo | Calciatore\|       |
| -- | ----------------------- | ----- | ------------------ |
| 20 | Russia (bandiera)       | C     | Vladislav Ignat'ev |
| 23 | Russia (bandiera)       | C     | Dmitrij Tarasov    |
| 28 | Slovacchia (bandiera)   | D     | Ján Ďurica         |
| 29 | Uzbekistan (bandiera)   | D     | Vitalij Denisov    |
| 32 | Serbia (bandiera)       | A     | Petar Škuletić     |
| 45 | Nigeria (bandiera)      | C     | Ezekiel Henty      |
| 49 | Russia (bandiera)       | D     | Roman Šiškin       |
| 55 | Russia (bandiera)       | C     | Renat Janbaev      |
| 59 | Russia (bandiera)       | C     | Aleksej Mirančuk   |
| 77 | Russia (bandiera)       | P     | Anton Kočenkov     |
| 81 | Russia (bandiera)       | P     | Il'ja Abaev        |
| 88 | RD del Congo (bandiera) | C     | Delvin N'Dinga     |

## Risultati

### Campionato
| Saransk 19 luglio 2015 1ª giornata | Mordovija | 0 – 1 referto | Lokomotiv Mosca | Start Stadion |

| Kaspijsk 27 luglio 2015 2ª giornata | Anži | 1 – 3 referto | Lokomotiv Mosca | Anži-Arena |

| Mosca 2 agosto 2015 3ª giornata | Lokomotiv Mosca | 1 – 1 referto | Dinamo Mosca | Stadio Lokomotiv |

| Ekaterinburg 8 agosto 2015 4ª giornata | Ural | 1 – 3 referto | Lokomotiv Mosca | SKB-Bank Arena |

| Mosca 16 agosto 2015 5ª giornata | Lokomotiv Mosca | 0 – 0 referto | Terek Groznyj | Stadio Lokomotiv |

| Ufa 23 agosto 2015 6ª giornata | Ufa | 0 – 3 referto | Lokomotiv Mosca | Neftyanik Stadium |

| Mosca 30 agosto 2015 7ª giornata | Lokomotiv Mosca | 2 – 1 referto | Krasnodar | Stadio Lokomotiv |

| Kazan' 12 settembre 2015 8ª giornata | Rubin | 3 – 1 referto | Lokomotiv Mosca | Stadio Centrale di Kazan' |

| Mosca 20 settembre 2015 9ª giornata | Lokomotiv Mosca | 2 – 0 referto | Kryl'ja Sovetov Samara | Stadio Lokomotiv |

| Chimki 26 settembre 2015 10ª giornata | CSKA Mosca | 1 – 1 referto | Lokomotiv Mosca | Arena Chimki |

| Mosca 4 ottobre 2015 11ª giornata | Lokomotiv Mosca | 3 – 0 referto | Amkar Perm' | Stadio Lokomotiv |

| Mosca 18 ottobre 2015 12ª giornata | Spartak Mosca | 1 – 2 referto | Lokomotiv Mosca | Otkrytie Arena |

| Mosca 26 ottobre 2015 13ª giornata | Lokomotiv Mosca | 0 – 2 referto | Rostov | Stadio Lokomotiv |

| Krasnodar 1 novembre 2015 14ª giornata | Kuban' | 6 – 2 referto | Lokomotiv Mosca | Stadio Kuban' |

| Mosca 8 novembre 2015 15ª giornata | Lokomotiv Mosca | 2 – 0 referto | Zenit San Pietroburgo | Stadio Lokomotiv |

| Mosca 21 novembre 2015 16ª giornata | Lokomotiv Mosca | 0 – 2 referto | Anži | Stadio Lokomotiv |

| Chimki 30 novembre 2015 17ª giornata | Dinamo Mosca | 2 – 2 referto | Lokomotiv Mosca | Arena Chimki |

| Mosca 4 dicembre 2015 18ª giornata | Lokomotiv Mosca | 2 – 2 referto | Ural | Stadio Lokomotiv |

| Groznyj 6 marzo 2016 19ª giornata | Terek Groznyj | 2 – 1 referto | Lokomotiv Mosca | Achmat-Arena |

| Mosca 13 marzo 2016 20ª giornata | Lokomotiv Mosca | 2 – 0 referto | Ufa | Stadio Lokomotiv |

| Krasnodar 20 marzo 2016 21ª giornata | Krasnodar | 1 – 2 referto | Lokomotiv Mosca | Stadio Kuban' |

| Mosca 3 aprile 2016 22ª giornata | Lokomotiv Mosca | 1 – 0 referto | Rubin | Stadio Lokomotiv |

| Samara 11 aprile 2016 23ª giornata | Kryl'ja Sovetov Samara | 0 – 0 referto | Lokomotiv Mosca | Stadio Metallurg (Samara) |

| Mosca 16 aprile 2016 24ª giornata | Lokomotiv Mosca | 1 – 1 referto | CSKA Mosca | Stadio Lokomotiv |

| Perm' 24 aprile 2016 25ª giornata | Amkar Perm' | 0 – 1 referto | Lokomotiv Mosca | Stadio Zvezda |

| Mosca 30 aprile 2016 26ª giornata | Lokomotiv Mosca | 0 – 2 referto | Spartak Mosca | Stadio Lokomotiv |

| Rostov sul Don 6 maggio 2016 27ª giornata | Rostov | 2 – 1 referto | Lokomotiv Mosca | Stadio Olimp-2 |

| Mosca 11 maggio 2016 28ª giornata | Lokomotiv Mosca | 0 – 1 referto | Kuban' | Stadio Lokomotiv |

| San Pietroburgo 15 maggio 2016 29ª giornata | Zenit San Pietroburgo | 1 – 1 referto | Lokomotiv Mosca | Stadio Petrovskij |

| Mosca 21 maggio 2016 30ª giornata | Lokomotiv Mosca | 3 – 0 referto | Mordovija | Stadio Lokomotiv |

#### Fase a eliminazione diretta
| Arbitro: | Strömbergsson |

|                |           |  |
| Souza 18’, 72’ | Marcatori |  |

| Arbitro: | Kružliak |

|             |           |           |
| Samedov 45’ | Marcatori | 83’ Topal |

### Supercoppa di Russia
| Arbitro: | Nikolaev |

|                                    |                      |                                      |
| Smol'nikov 84’                     | Marcatori            | 28’ Niasse                           |
| Hulk Witsel Ansaldi Šatov Criscito | Tiri di rigore 4 – 2 | Grigor'ev Samedov Pejčinović Ćorluka |